# Erwin Dürkop
Erwin Dürkop, auch Erwin Dürkopp (* 28. September 1908; † 28. Oktober 1988) war ein deutscher Architekt und Baubeamter bei der Deutschen Bundesbahn.

## Leben
Erwin Dürkop studierte Architektur an der Technischen Hochschule Stuttgart, schloss das Studium mit dem akademischen Grad eines Diplom-Ingenieurs ab und begann die Laufbahn eines Baubeamten.
Die Deutsche Bauzeitung erwähnte im Jahr 1938 Erwin Dürkop als Bauassessor im Zusammenhang mit der Adresse Oststraße 110a in Duisburg. Als 1939 ein engerer Architekturwettbewerb zwischen eingeladenen Architekten aus dem Raum Niedersachsen zur Erlangung von Entwürfen für den Neubau einer nach Hermann Göring zu benennenden Jugendherberge in Torfhaus im Oberharz ausgeschrieben wurde, zählte der nun in Clausthal-Zellerfeld ansässige Dürkop zu den Eingeladenen. 1940 erhielt Dürkop eine Anstellung bei der Reichsbahndirektion Hannover und wurde in der Folge nicht zum Kriegsdienst eingezogen.

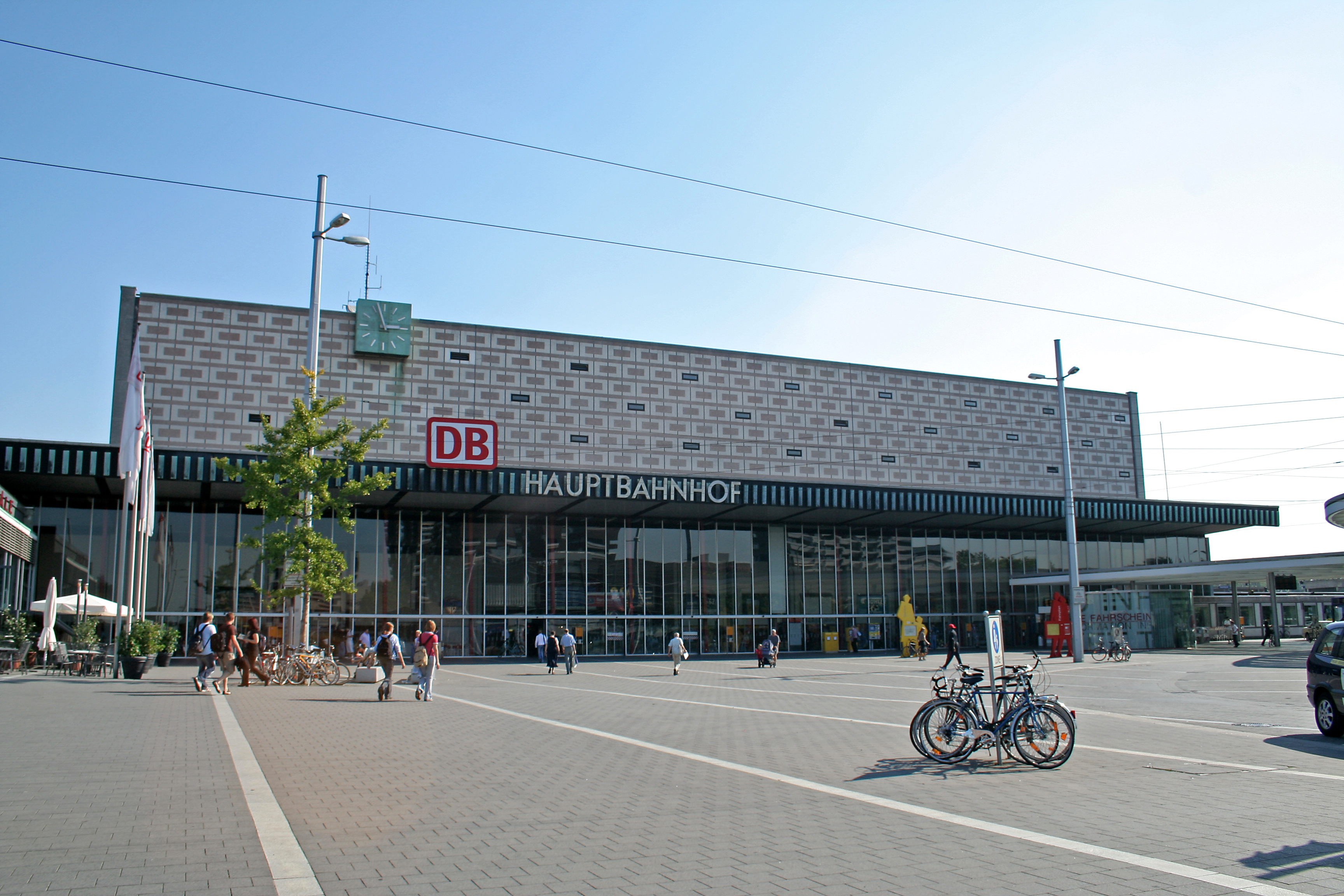
Das heute denkmalgeschützte Empfangsgebäude des Braunschweiger Hauptbahnhofs

In der Nachkriegszeit wirkte Dürkop im Dienstrang eines Reichsbahnrats bzw. eines Bundesbahnoberrats. Er schuf als Architekt mit den Mitarbeitern des Technischen Büros der Bundesbahndirektion Hannover den Hauptbahnhof in Braunschweig, eines seiner bekanntesten Bauwerke. Vorbild war der Bahnhof Roma Termini, die Eröffnung war am 1. Oktober 1960.

## Bauten
- Neubau des Empfangsgebäudes des Hauptbahnhofs in Braunschweig[2]
- bis Mitte der 1950er Jahre: Mehrfamilienhäuser der Deutschen Bundesbahn an der Haltenhoffstraßein Hannover[8]